# 連城 (順治進士)
連城，山西潞州潞城縣（今山西省潞城市）人，清朝政治人物、進士出身。
順治四年，登進士，授林縣知縣。